# Vila Rosali
Vila Rosali é um bairro da Região Central de São João de Meriti, na Baixada Fluminense, estado do Rio de Janeiro.

## História

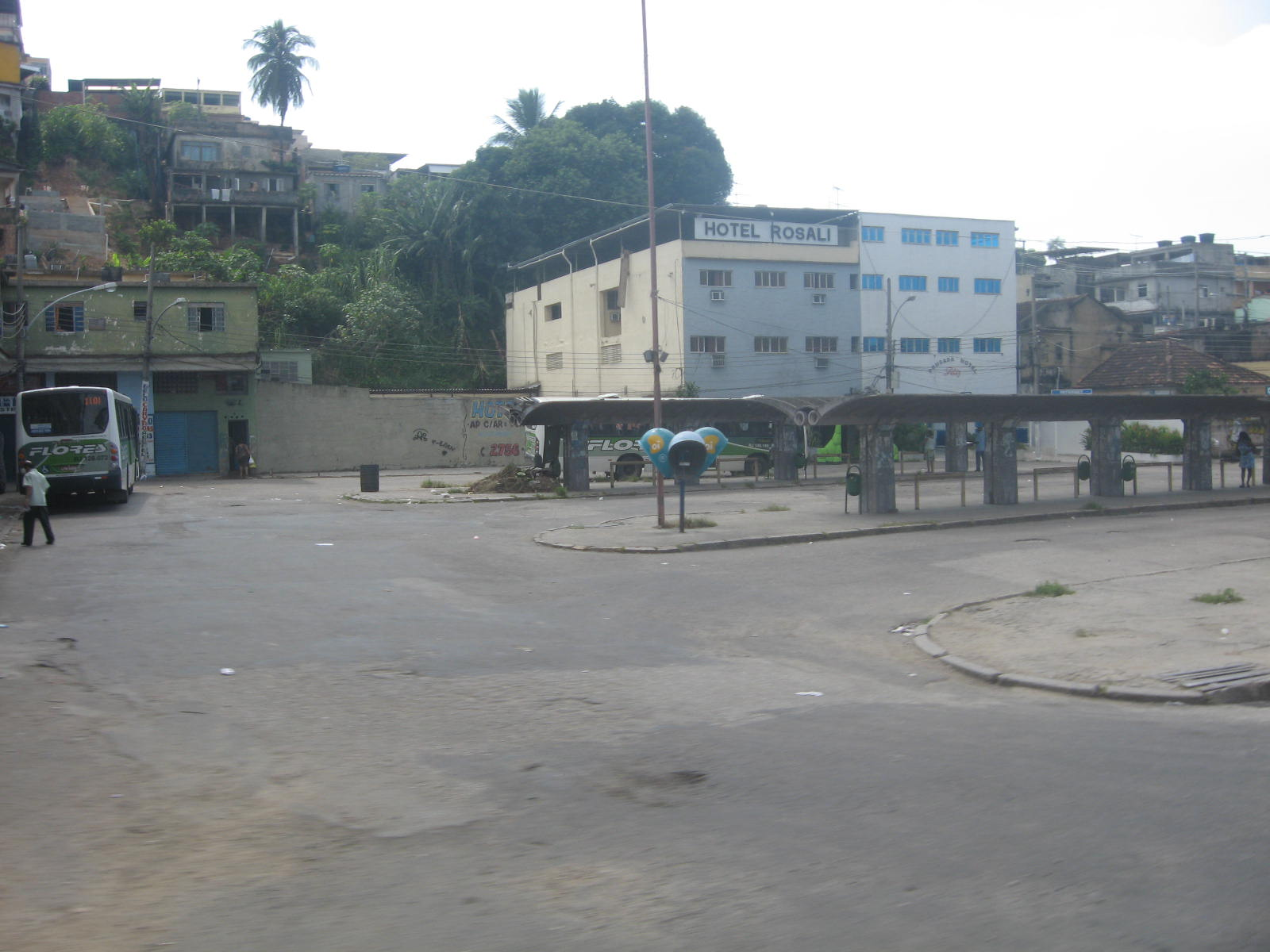
Vila Rosali

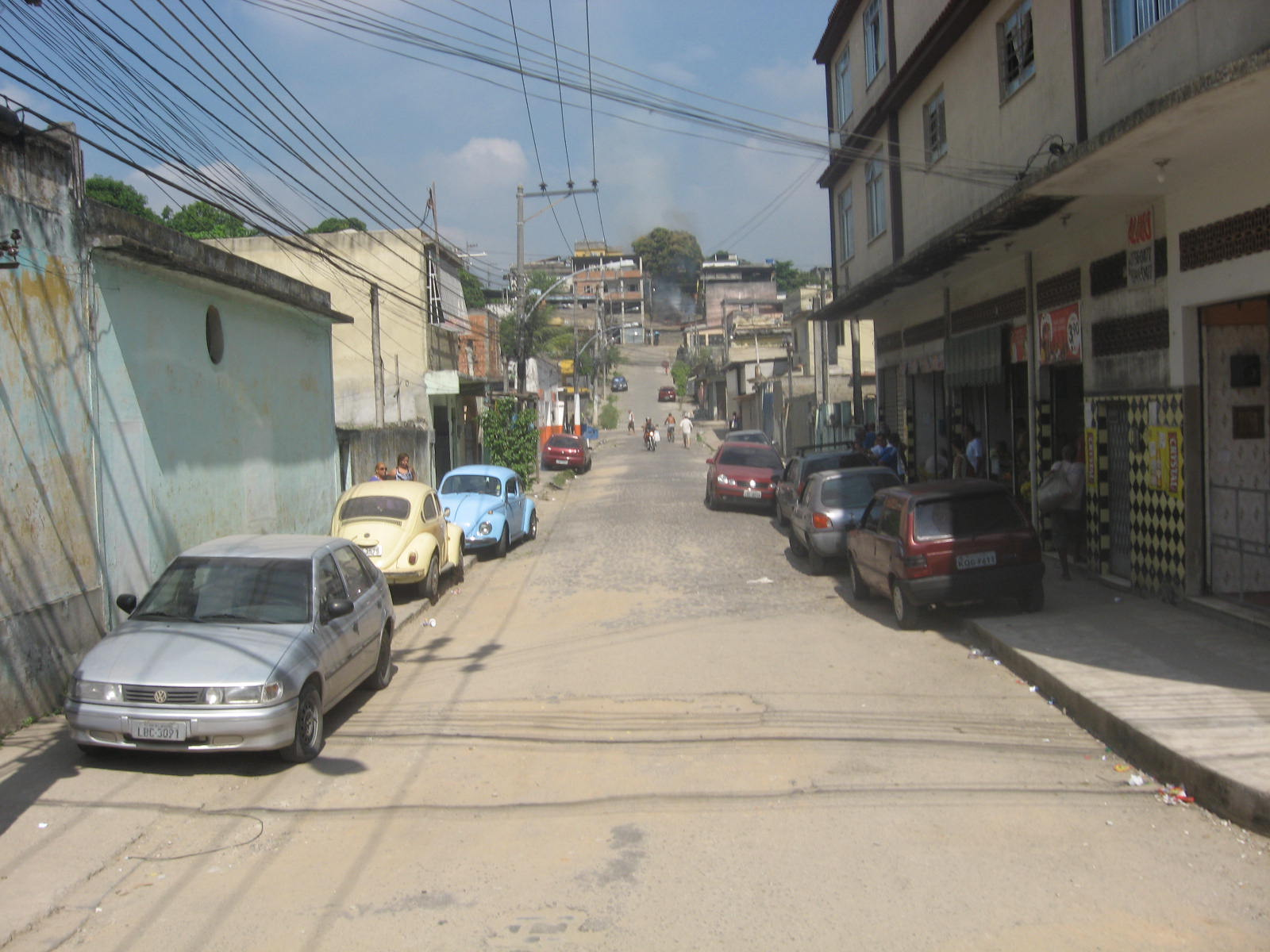
Vista do bairro

Vila Rosali é um bairro de São João de Meriti.  Seu território compunha uma parte das fazendas de Rubens Farrula, antigo proprietário de terras da região. Até hoje comércios, escolas e clubes homenageiam o antigo proprietário, batizando logradouros com o seu nome.
É habitado por cerca de 25.000 moradores. Faz divisa com os bairros de Agostinho Porto, Coelho da Rocha, Vila Tiradentes e Centro. Parte do bairro margeia a Via Dutra, uma das principais artérias de acesso á cidade do Rio de Janeiro.
A estação de trens do bairro nasceu da antiga linha da Estrada de Ferro Rio d'Ouro em 1929. Outras fontes retratam que já existia na linha original e que se chamava anteriormente Vila Alcântara, e seu novo nome, Rosali, homenageou a esposa de Rubens Farrula, que loteou as terras junto à estação.
O bairro e também conhecido pelo Cemitério Israelita de Vila Rosali, aberto em 1920.